# بوب

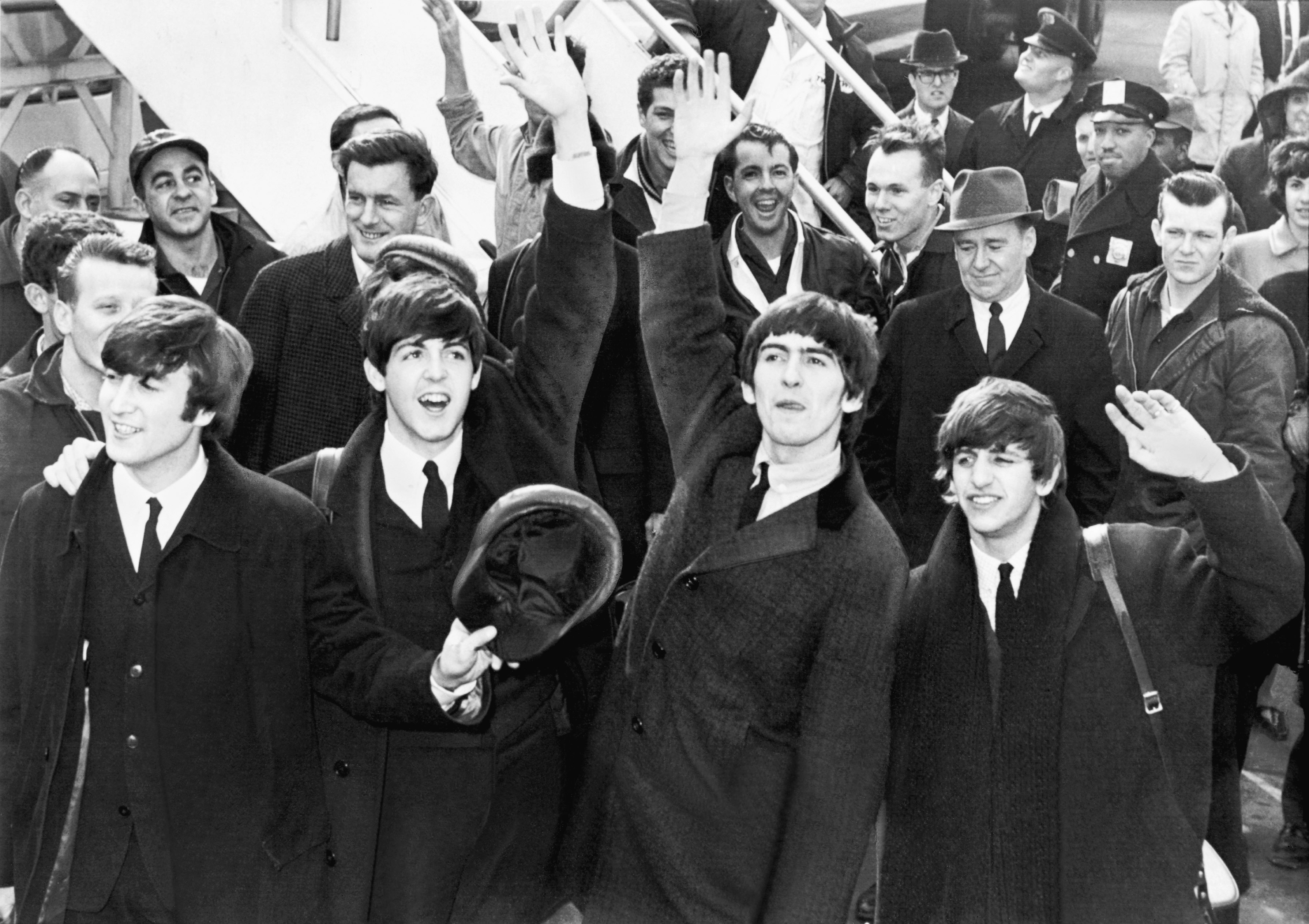
تميزت ظاهرة البريتش إنفيجين «الاجتياح البريطاني» في الولايات المتحدة بهمينة العديد من الفرق البريطانية على قوائم مبيعات تسجيلات الموسيقى في البلاد لفرق من أمثال البيتلز (هنا في صورة للفرقة عام 1964).

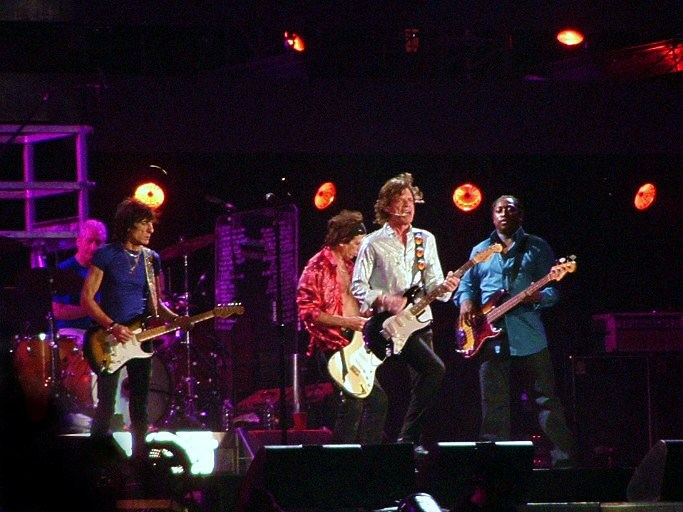
يذكر قاموس أوكسفورد الموسيقي أن مصطلح بوب باللغة الإنجليزية يشير إلى الموسيقى التي أدتها فرق موسيقية مثل فرقة الرولينغ ستونز (تظهر هنا الفرقة في صورة تعود لعام 2006).

موسيقى البوب (هو مصطلح مستمد أصلا من اختصار الكلمة لإنجليزية "popular" والتي تعني "شعبية و شائعة") هي نوع من الموسيقى الشعبية التي نشأت في أشكالها الحديثة في الولايات المتحدة والمملكة المتحدة خلال منتصف خمسينيات القرن العشرين. غالبًا ما يُستخدم مصطلحي «الموسيقى الشعبية» و«موسيقى البوب» بالتبادل، رغم أن الأول يصف جميع الموسيقى الشائعة ويتضمن العديد من الأساليب المتنوعة. كان مصطلح «بوب» و«روك» مترادفين تقريبًا حتى أواخر الستينيات، عندما انفصلا تمامًا عن بعضهما البعض.
رغم أن الكثير من الموسيقى التي تظهر في ترتيب التسجيلات تعتبر موسيقى بوب، إلا أن هذا النوع يتميز عن موسيقى ترتيب التسجيلات. غالبًا ما تستعير موسيقى البوب عناصر من الأساليب الأخرى مثل الأوربان والموسيقى الراقصة وموسيقى الروك والموسيقى اللاتينية وموسيقى الكانتري؛ ومع ذلك، هناك العديد من العناصر الرئيسية التي تحدد موسيقى البوب. وعادة ما تتضمن الطول القصير إلى المتوسط للأغاني المكتوبة بتنسيق أساسي (غالبًا ما يكون ترديد الجوقة لكل مقطع)، بالإضافة إلى الاستخدام الشائع للجوقات المتكررة، والنغمات اللحنية والعقرات.

## التعاريف وأصل الكلمة
يعرّف ديفيد هاتش وستيفن ميلوارد موسيقى البوب بأنها «نوع من الموسيقى يمكن تمييزه عن الموسيقى الشعبية والجاز والتقليدية». وفقًا لبيت سيغر، موسيقى البوب هي «موسيقى احترافية تُستمد من الموسيقى التقليدية وموسيقى الفنون الجميلة». رغم أن موسيقى البوب تعتبر مجرد أغاني مفردة في ترتيب التسجيلات، فهي ليست مجموع كل موسيقى ترتيب السجلات. إذ تحتوي ترتيبات التسجيلات الموسيقية على أغانٍ من مصادر متنوعة، بما في ذلك الأغاني الكلاسيكية والجاز والروك والحداثية. كنوع موسيقيّ، يُنظر إلى موسيقى البوب على أنها موجودة وتتطور بشكل منفصل. لذا يمكن استخدام مصطلح «موسيقى البوب» لوصف نوع متميز، مُصمَّم لجذب الجميع، والذي غالبًا ما يوصف بأنه «موسيقى سريعة تعتمد على الأغاني المفردة وتستهدف المراهقين» على عكس موسيقى الروك التي توصف بأنها «موسيقى قائمة على الألبوم للبالغين».
يتطور تعريف مصطلح موسيقى البوب باستمرار مع تطورها. فوفقًا للكاتب الموسيقي بيل لامب، تُعرَّف الموسيقى الشعبية بأنها «الموسيقى التي تتماشى بشكل كبير مع أذواق واهتمامات الطبقة الوسطى في الحضر منذ التحول الصناعي في القرن التاسع عشر». استُخدِم مصطلح «أغنية البوب» لأول مرة في 1926، بمعنى قطعة موسيقية «لها جاذبية شعبية». يشير هاتش وميلوارد إلى أن العديد من الظواهر في تاريخ التسجيل في عشرينيات القرن العشرين يمكن اعتبارها ولادة صناعة موسيقى البوب الحديثة، بما في ذلك موسيقى الكانتري والبلوز والهيلبيلي.
وفقًا لموقع قاموس نيو جروف للموسيقى والموسيقيين، «وُضِع مصطلح «موسيقى البوب» في بريطانيا في منتصف الخمسينيات من القرن العشرين لوصف موسيقى الروك آند رول وأنماط موسيقى الشباب الجديدة التي أثرت عليها». يذكر قاموس أكسفورد للموسيقى أنه بينما كان «المعنى السابق لموسيقى البوب هو الحفلات الموسيقية التي تجذب جمهورًا واسعًا [...] إلا أنه منذ أواخر الخمسينيات، كان لموسيقى البوب معنى خاص بالموسيقى غير الكلاسيكية، عادة في شكل الأغاني، التي يؤديها فنانون مثل البيتلز، والرولينغ ستونز، وآبا، إلخ. يشير قاموس نيوجروف أونلاين أيضًا إلى أنه « [...] في أوائل الستينيات، تنافس [مصطلح] موسيقى البوب مع موسيقى البيت [في إنجلترا]، بينما تداخلت تغطيتها في الولايات المتحدة (كما هو الحال حتى الآن) مع تغطية موسيقى الروك آند رول.»